# Teylers Museum

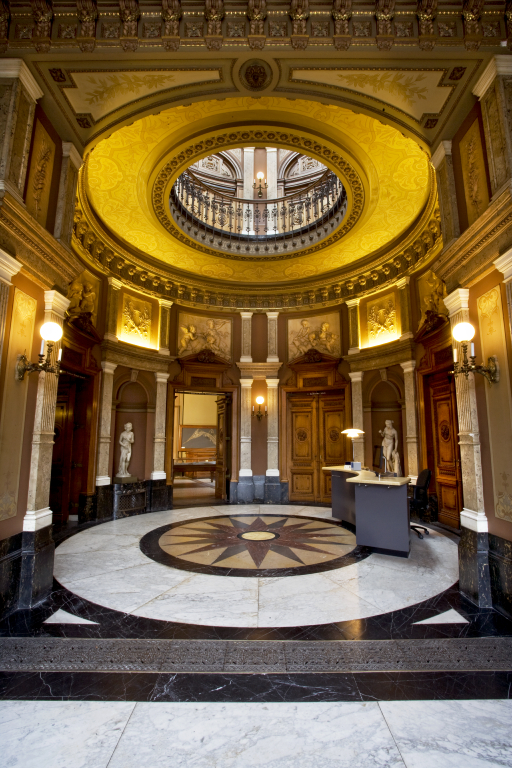
Entree

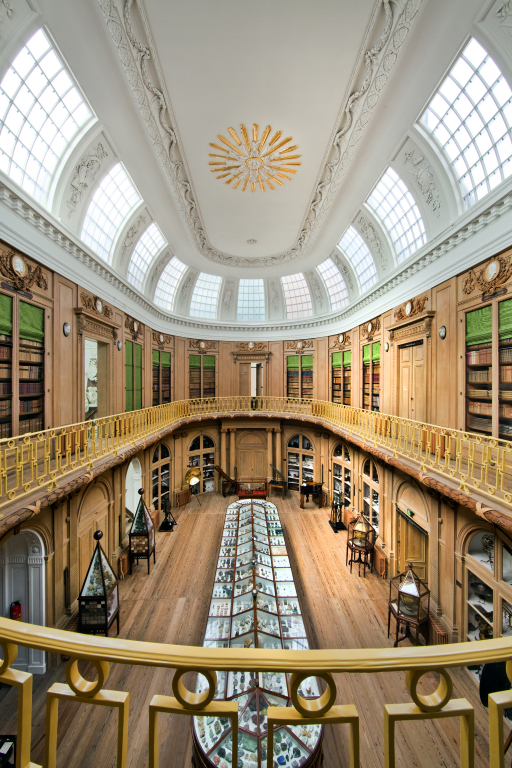
Ovale Zaal (1784)

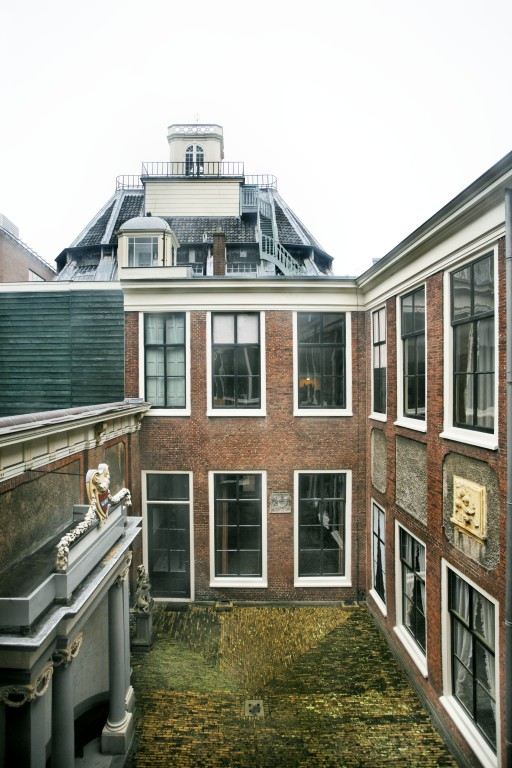
Binnenplaats met de sterrenwacht

Teylers Museum is een museum voor wetenschap en kunst in de Nederlandse stad Haarlem. Het werd in 1784 gesticht als boek en konstzael – een openbare gelegenheid voor kunst en wetenschap. Zowel het gebouw als het museuminterieur hebben de status van rijksmonument. Het museum heeft de oudste Nederlandse museumzaal waarvan het interieur nagenoeg in originele staat behouden is.

## Geschiedenis
Het museum is genoemd naar Pieter Teyler van der Hulst (1702-1778), een rijke Haarlemse laken- en zijdefabrikant en bankier. Als aanhanger van de Verlichting had Pieter Teyler grote belangstelling voor kunst en wetenschap. Bij testament liet hij zijn collectie en vermogen na aan de Teylers Stichting, die onder meer de bevordering van kunst en wetenschap tot doel had.
Bij de uitvoering van het testament werd besloten een centrum voor kennis en onderwijs te stichten achter het woonhuis van Pieter Teyler. In Teylers Museum werden voorwerpen van kunst en wetenschap (boeken, natuurkundige instrumenten, tekeningen, fossielen en mineralen) onder één dak bijeengebracht. Dit was een revolutionair initiatief voortkomend uit de idealen van de Verlichting: een kennisinstituut door en voor burgers waar men zonder dwang van kerk of staat zelf de wereld kon ontdekken.
In 1779 werd door Leendert Viervant begonnen aan het ontwerp van de Ovale Zaal die achter de woning van Teyler aan de Damstraat gebouwd werd. In 1784 werd deze zaal opengesteld voor het publiek en werd Martinus van Marum aangesteld als eerste directeur van het museum. In 1825 werd het museum uitgebreid met een leeszaal en de 'Gaanderij der Versteeningen' (in 1888 werd dit het Numismatisch Kabinet). Een schilderijenzaal volgde in 1838.
Ter gelegenheid van het eeuwfeest in 1878 werd besloten een nieuw museum aan het complex toe te voegen, de zogenaamde Spaarnevleugel. Dit gebouw omvat een entree aan het Spaarne, drie museumzalen en op de eerste verdieping een gehoorzaal en bibliotheek. De entreehal met een rijk versierde voorgevel, een lichtkoepel en rotonde werd ontworpen door de Weense architect Christian Ulrich. De Haarlemse architect Adrianus van der Steur ontwierp de achterliggende zalen: de Eerste en Tweede Fossielenzaal en de Instrumentenzaal. De gehoorzaal is opgezet als een collegezaal en biedt plaats aan 150 personen. De bibliotheek sluit aan op de oorspronkelijke bibliotheek op de eerste verdieping van de ovale zaal. De bibliotheek heeft bovenlicht en is rondom voorzien van boekenwanden met een bovenloop. Het 'nieuwe museum' opende in 1885.
Een tweede schilderijenzaal werd in 1893 aan de schilderijenzaal van het oude gedeelte van het museum toegevoegd om de groeiende collectie levende meesters een plek te bieden.
In 1990 was er een prijsvraag voor uitbreiding en verbouwing. Deze werd gewonnen door het bureau van Hubert-Jan Henket. Eerst werd het pand Zegelwaarden, op de hoek van de Bakenessergracht en de Nauwe Appelaarsteeg, verbouwd tot depot en kantoorruimte. Ook kwam er een zijingang aan de Nauwe Appelaarsteeg. Deze uitbreiding werd in 1993 voltooid. Daarna volgde in 1996 de bouw van een tuinzaal, waar het museumcafé in is gevestigd, en een zaal voor tijdelijke tentoonstellingen. In 2002 werd een woonhuis, links naast de ingang aan het Spaarne, verbouwd en ingericht als museumwinkel. Het museum telt nu 12 tentoonstellingszalen.
Het Teylers Museum kreeg in 1999 de status van rijksmonument. Eerder stond het al in de Top 100 van de Rijksdienst voor de Monumentenzorg uit 1990.
In 2005 stond het Teylers Museum model voor het 86ste Delfts blauwe huisje van de KLM.
In augustus 2011 werd het museum op de voorlopige lijst werelderfgoed van de UNESCO geplaatst. In februari 2012 droeg de Nederlandse regering Teylers Museum bij UNESCO voor ter opname op de UNESCO-Werelderfgoedlijst. In 2013 werd de inzending na een beoordeling door ICOMOS door de overheid teruggetrokken.
In 2012 organiseerde het museum met Wikipedia een schrijfwedstrijd, de Teylers Challenge waarvoor het museum digitale informatie ter beschikking stelde.
In 2016 heeft het museum een recordaantal van 157.843 bezoekers ontvangen, 20.000 meer dan het jaar daarvoor en 10.000 meer dan het vorige record, dat uit 2012 stamde.
In 2017 werd het Lorentz Lab geopend. Het voormalige laboratorium en werkkamer van Hendrik Lorentz. In het lab worden regelmatig theatrale rondleidingen gegeven.
Het voormalige woonhuis van Pieter Teyler is volledig gerestaureerd.
In 2019 nam het museum samen met het Rijksmuseum Boerhaave en het NEMO Science Museum het infinitief om de Irispenning in het leven te roepen als prijs voor excellente wetenschapscommunicatie.

## Collectie
In de collectie bevinden zich natuurkundige instrumenten zoals de grote elektriseermachine uit de 18e eeuw, fossielen, zoals de vermeende zondvloedmens, schilderijen, tekeningen, munten en penningen. Het museum herbergt ook een bijzondere collectie tekeningen en prenten, met daarin onder meer 25 originele tekeningen van Michelangelo, met bijvoorbeeld voorstudies voor de plafondschilderingen van de Sixtijnse Kapel in het Vaticaan in Rome. Ook bezit het museum werken van Rembrandt, Rafaël, Goltzius en Claude Lorrain. Een van de fossielen is een Ostromia waarvan eerder werd gedacht dat het om een archaeopteryx ging. Het 31-toonsorgel van Adriaan Fokker, dat in 1950 werd geïnstalleerd, maakt sinds 2000 geen deel meer uit van de collectie, maar bevindt zich in het Muziekgebouw aan 't IJ te Amsterdam.
Het museum is aangesloten bij de European Botanical and Horticultural Libraries Group (EBHL), een organisatie die zich richt op de promotie en facilitatie van samenwerking en communicatie tussen personen die werken in botanische en horticulturele bibliotheken, archieven en gerelateerde instituten in Europa. Op de TEFAF 2015 te Maastricht toonde het museum een selectie van hun grafische collectie, met tekeningen van Michelangelo en Goltzius.

## Sterrenwacht
Teylers Museum heeft een eigen observatorium: Teylers Sterrenwacht. Bij de eerste vijf directeuren van Teylers Museum hoorde Jacobus Barnaart. Barnaart had grote interesse in natuurkunde en wilde boven op de Ovale Zaal een observatorium bouwen. Dit bleek later echter geen goed idee te zijn: het dak van de Ovale Zaal was gemaakt van hout wat voor te veel trillingen zorgde. Hierdoor konden er geen nauwkeurige metingen worden uitgevoerd. Uiteindelijk werd een belvédère gebouwd: een vierkante toren met twee deuren in elke wand.

## Afbeeldingen

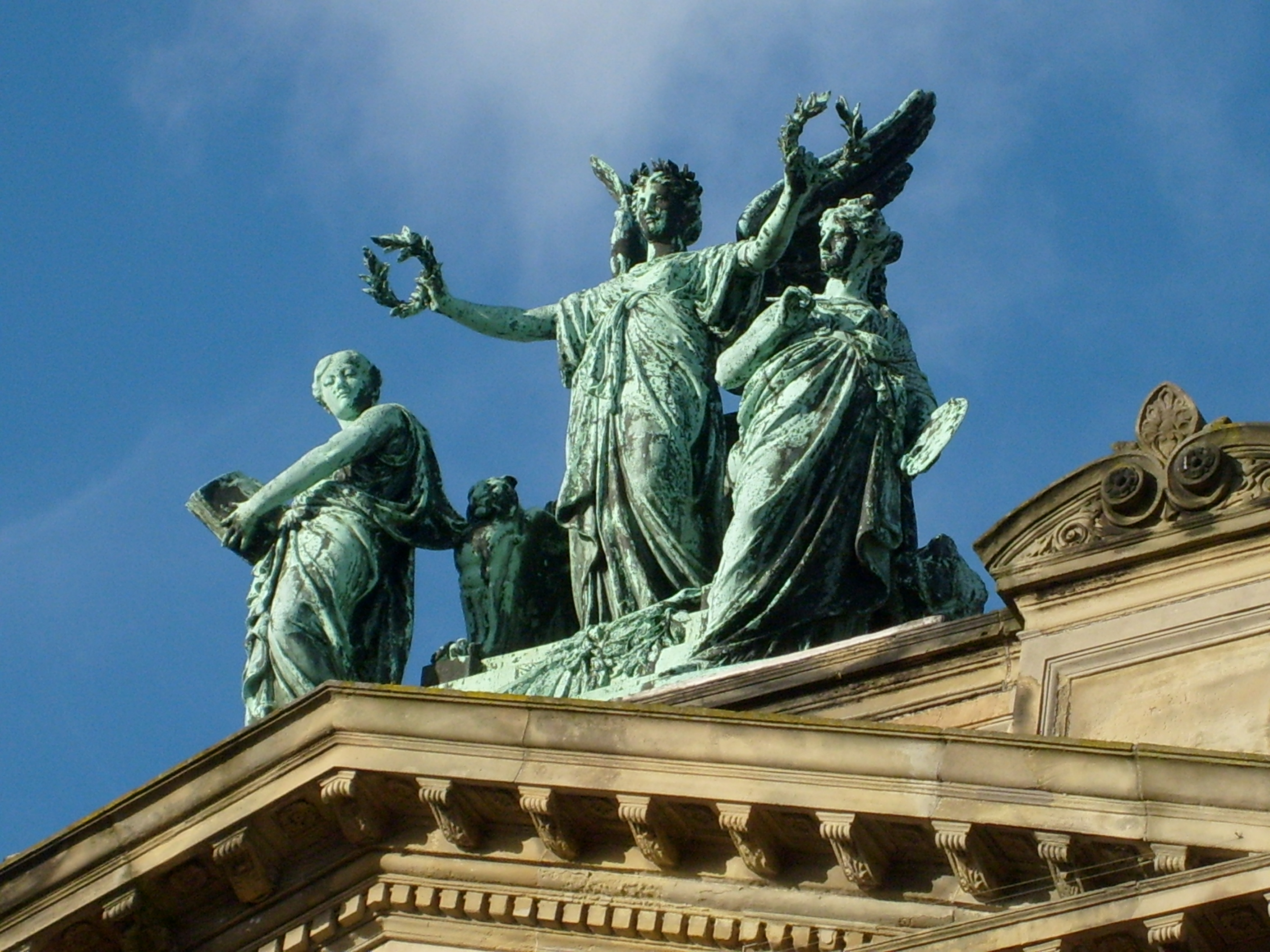
Beeldengroep op Teylers Museum: Wetenschap en Kunst door Faam bekroond, werk van beeldhouwer Bart van Hove
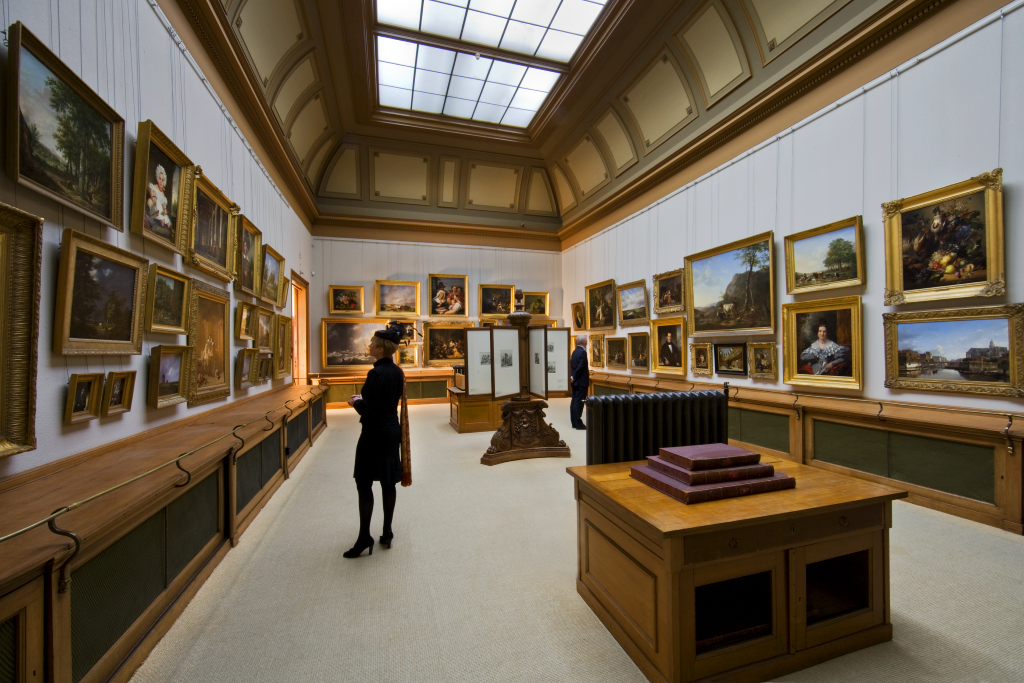
Eerste Schilderijenzaal (1838)
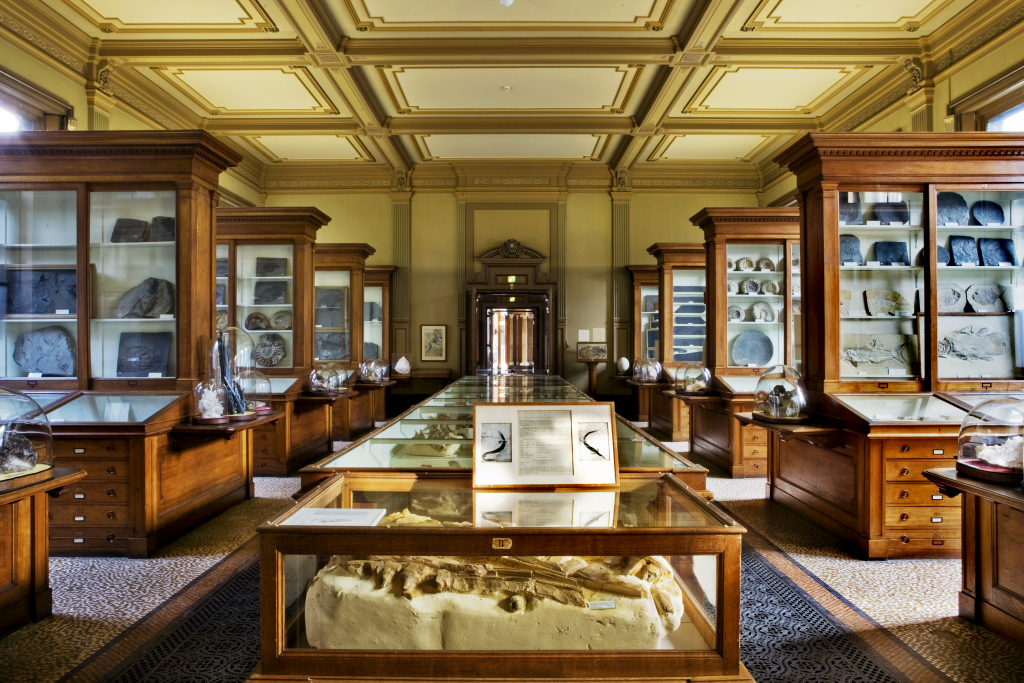
Tweede Fossielenzaal (1885)
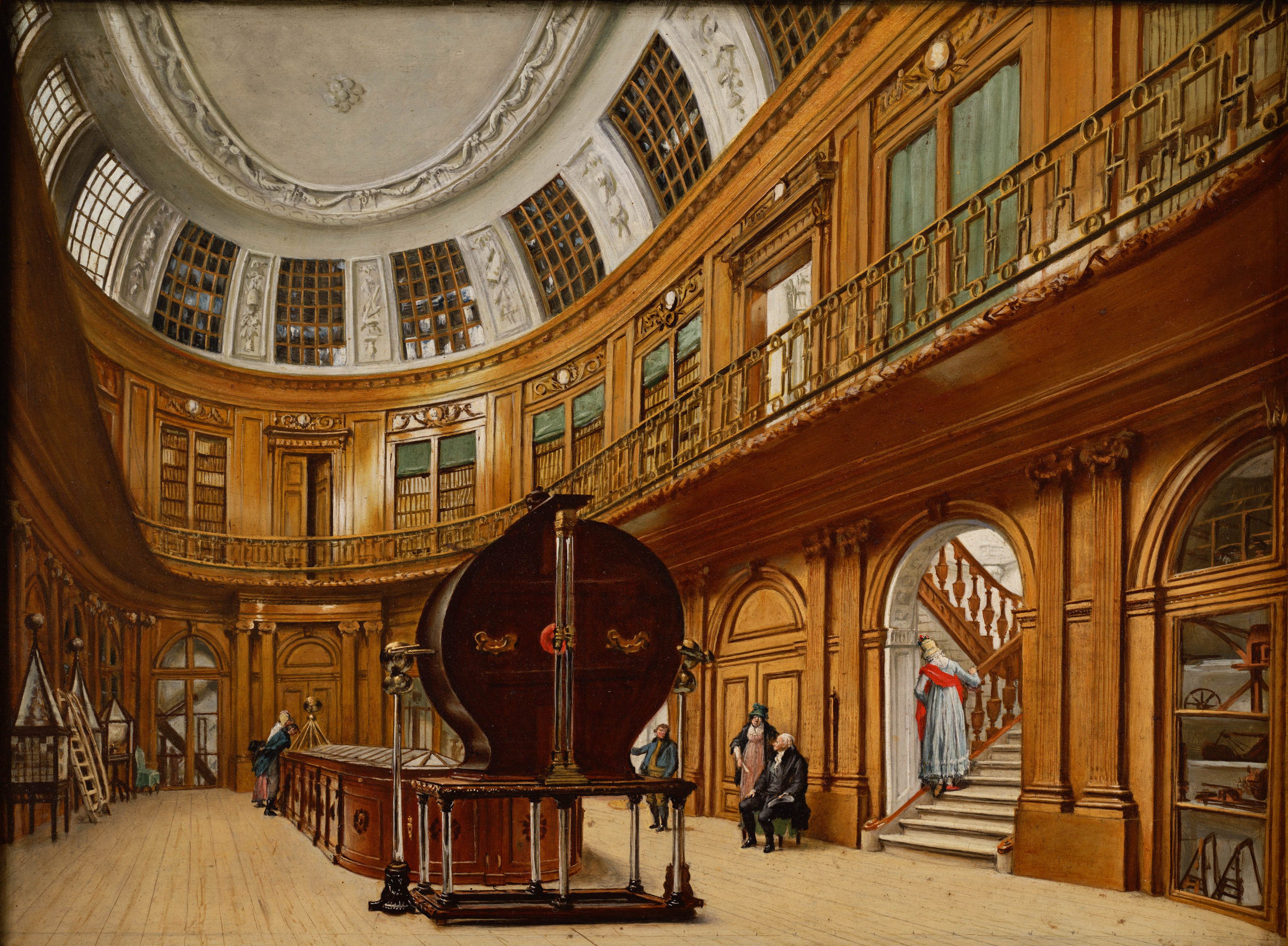
De Ovale Zaal van Teylers Museum, c. 1800-1820. Schilderij van Wybrand Hendriks. Op het schilderij is de grote elektriseermachine van Martinus van Marum prominent afgebeeld.
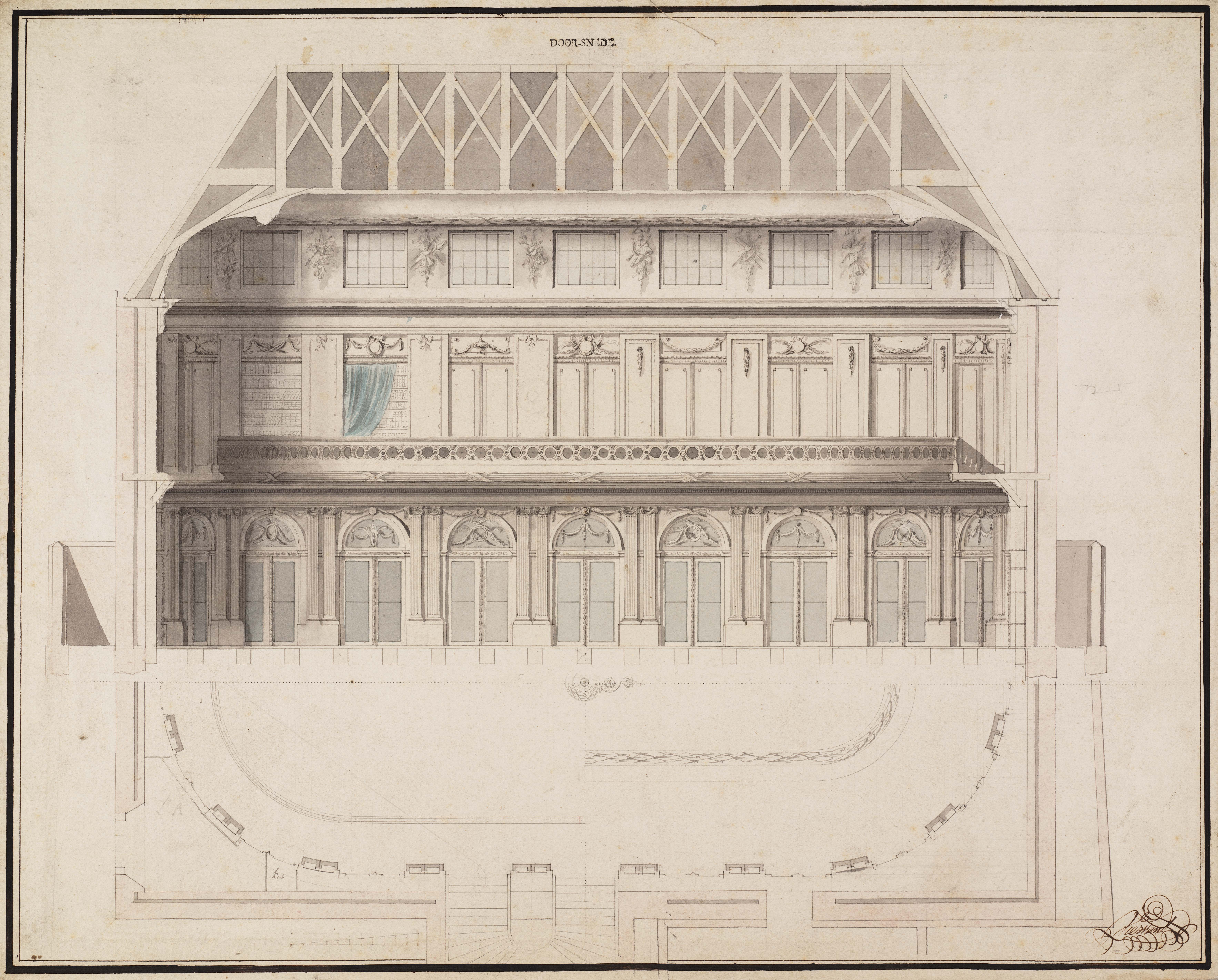
Leendert Viervant, ontwerp voor de Ovale Zaal van Teylers Museum
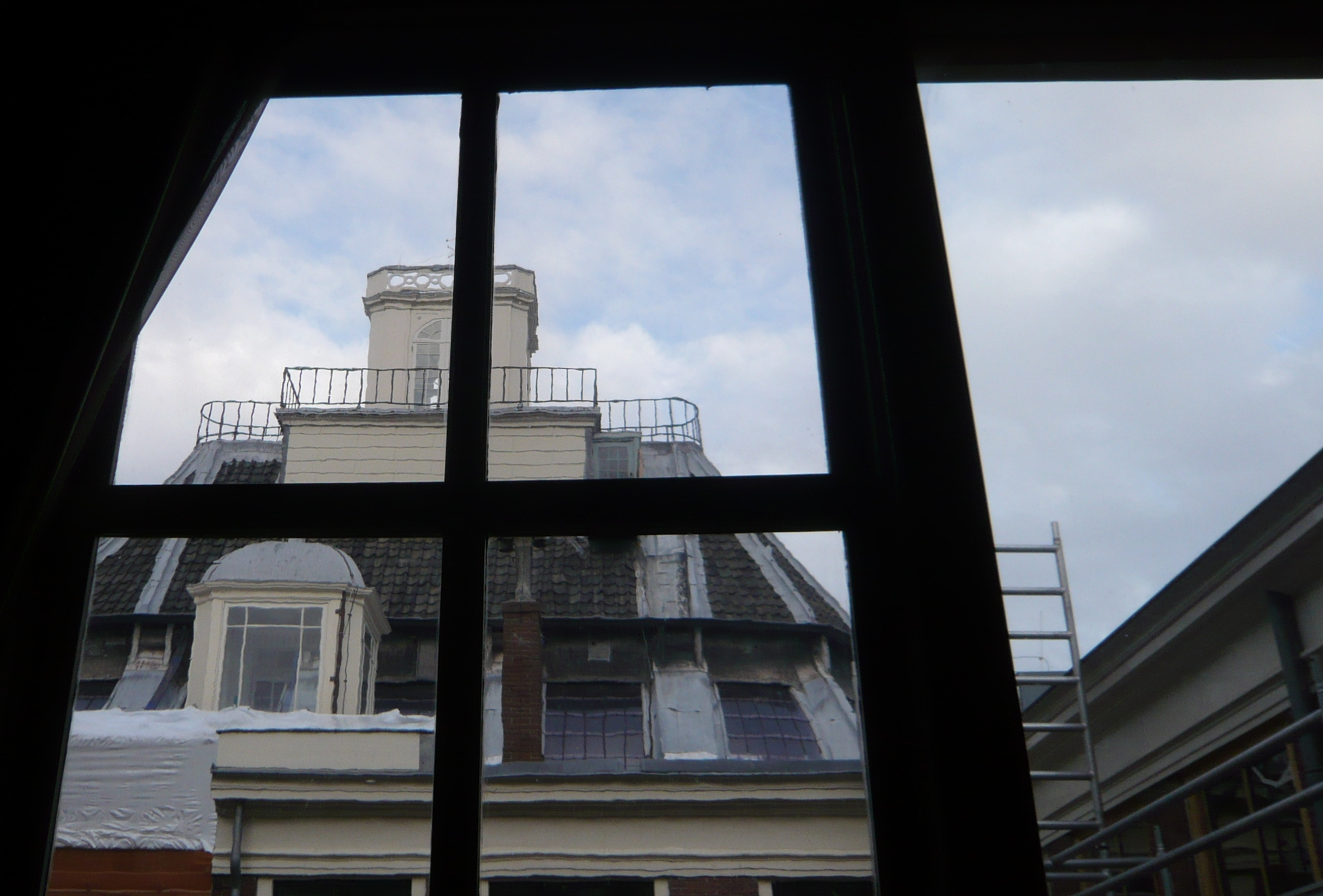
De sterrenwacht van Teylers Museum, gezien vanuit het Fundatiehuis
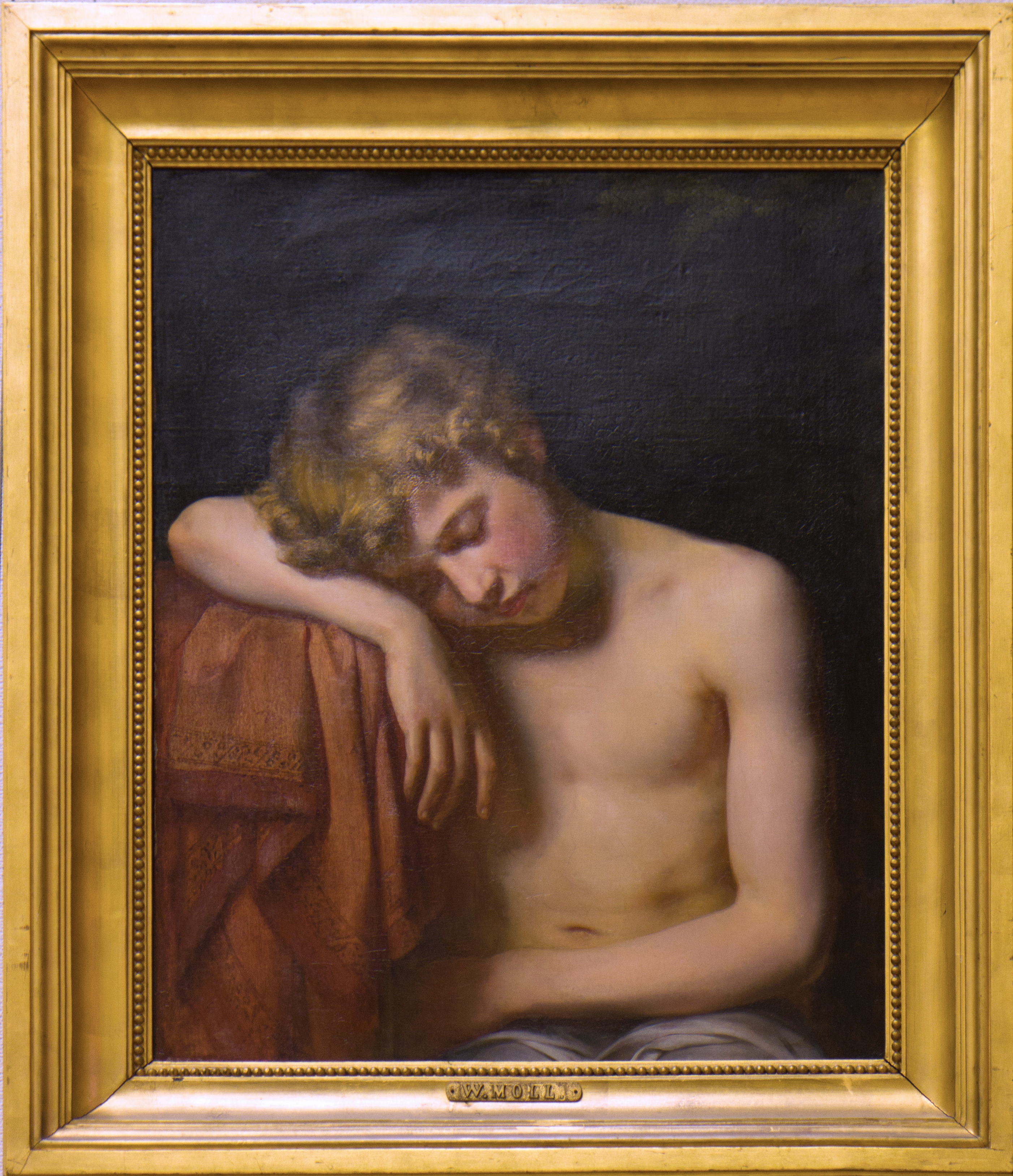
Slapende jongen, van Woutherus Mol
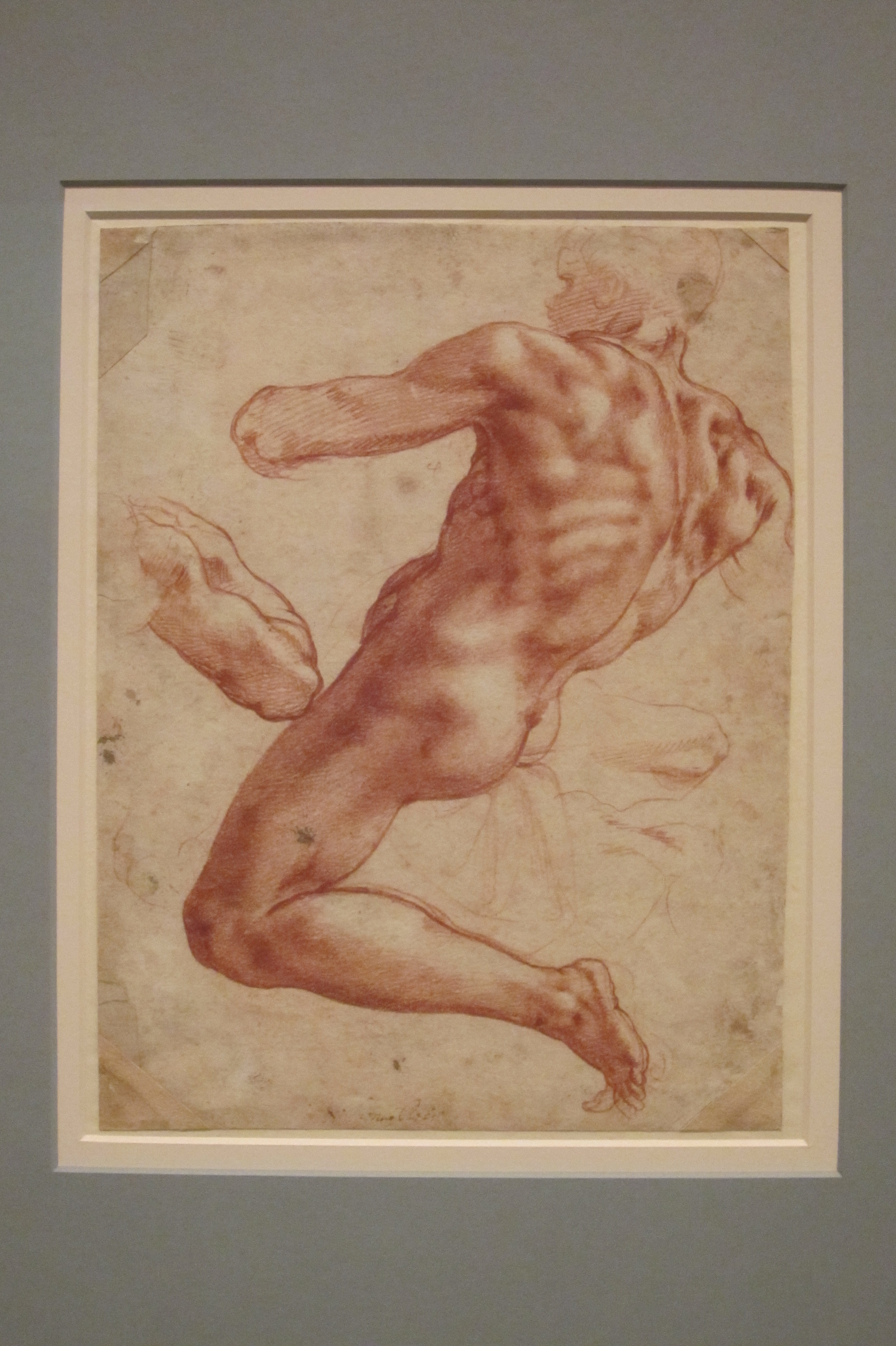
Michelangelo Buonarroti, Een zittend mannelijk naakt, ca 1511, rood krijt gehoogd met loodwit
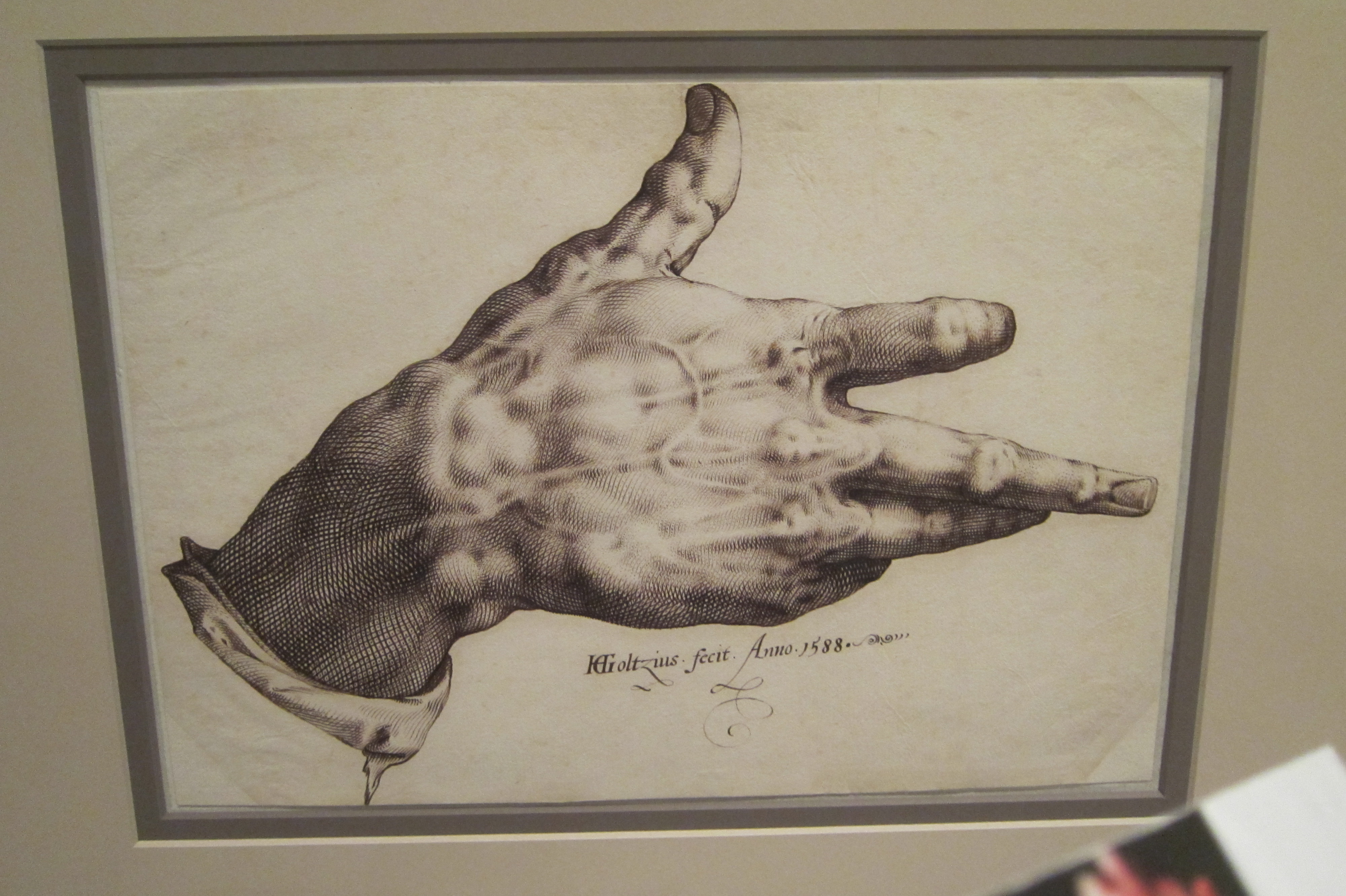
Hendrick Goltzius, Studie van een rechterhand, 1588
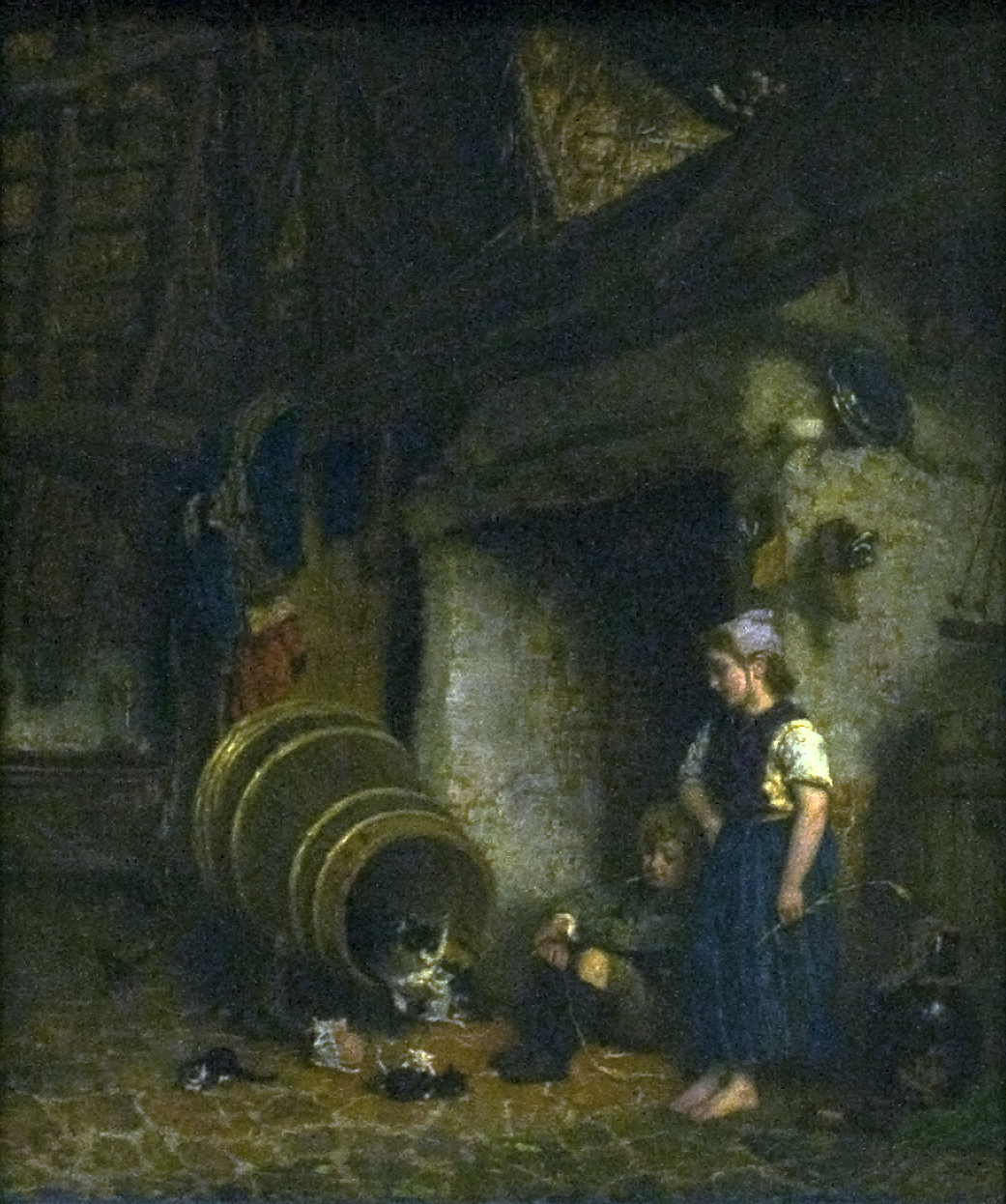
Kraambezoek, van August Allebé

## Meer Teylermonumenten
Vlak bij Teylers Museum werd uit de nalatenschap van Pieter Teyler van der Hulst het Teylers Hofje gebouwd. Ook Hofje werd ontworpen door Leendert Viervant, architect van de Ovale Zaal. In de eveneens nabije Damstraat bevindt zich het Fundatiehuis (Pieter Teylers Huis), eens woonhuis van Teyler, sinds december 2021 onderdeel van Teylers Museum. 